# 爱德华·柯蒂斯
爱德华·施里夫·柯蒂斯（英語：Edward Sheriff Curtis，1868年2月16日—1952年10月2日）是一位以拍摄美国西部和北美印地安人而著名的摄影师。
柯蒂斯1868年出生在美国威斯康星州的农村。他在12岁时制作了自己的第一部照相机，开始了他的摄影生涯。17岁时他成为一名摄影师的学徒，从此靠摄影为生。1892年柯蒂斯购买了西雅图的一家小摄影工作室的股份，并在这里取得了事业上的成功。在经济上富足后，他走出工作室到户外去拍摄一切他感兴趣的东西。
透过手中的照相机，柯蒂斯开始接触仍然沿袭传统生活方式的美国土著。1900年之前，柯蒂斯主要拍摄了美国西北部太平洋沿海地区的印第安人。1900年夏天，柯蒂斯在大平原进行了一次短期旅行。旅行中他见到了最后几次大型“太阳舞”，也由此他萌发了用摄影来进行人种志研究的想法。柯蒂斯耗费了30多年的时间在美国西部和加拿大各地拍摄了上万张照片，最终完成了二十卷巨著《北美印第安人》（The Northern American Indian）手记。这部书在摄影术、人种志研究、艺术图书编纂等诸多领域都有无法估量的价值，柯蒂斯也因此耗尽家财，他于1930年宣告破产，直到1952年去世，他一直处于贫困之中。
他的部分作品现在被克里斯托夫·G·卡多佐（Christopher G. Cardozo）收藏和管理，还创立了爱德华·柯蒂斯基金会并担任主席。

## 柯蒂斯的作品

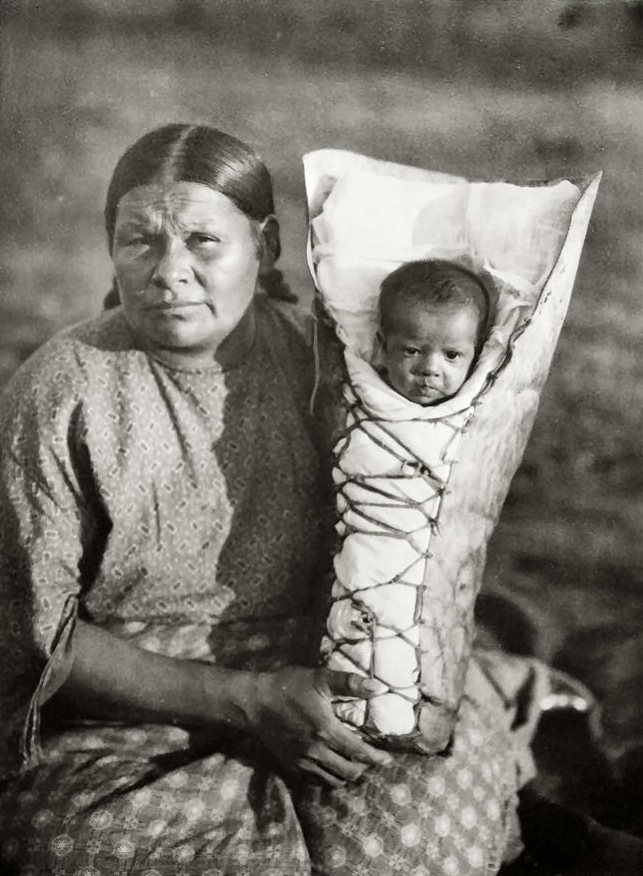
一个科曼奇族母亲
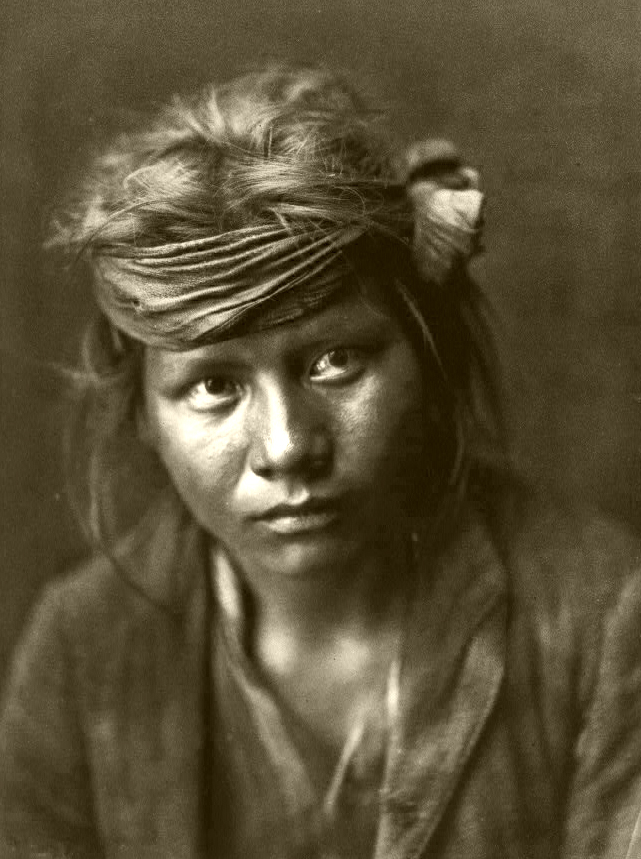
大漠之子——诺瓦霍人
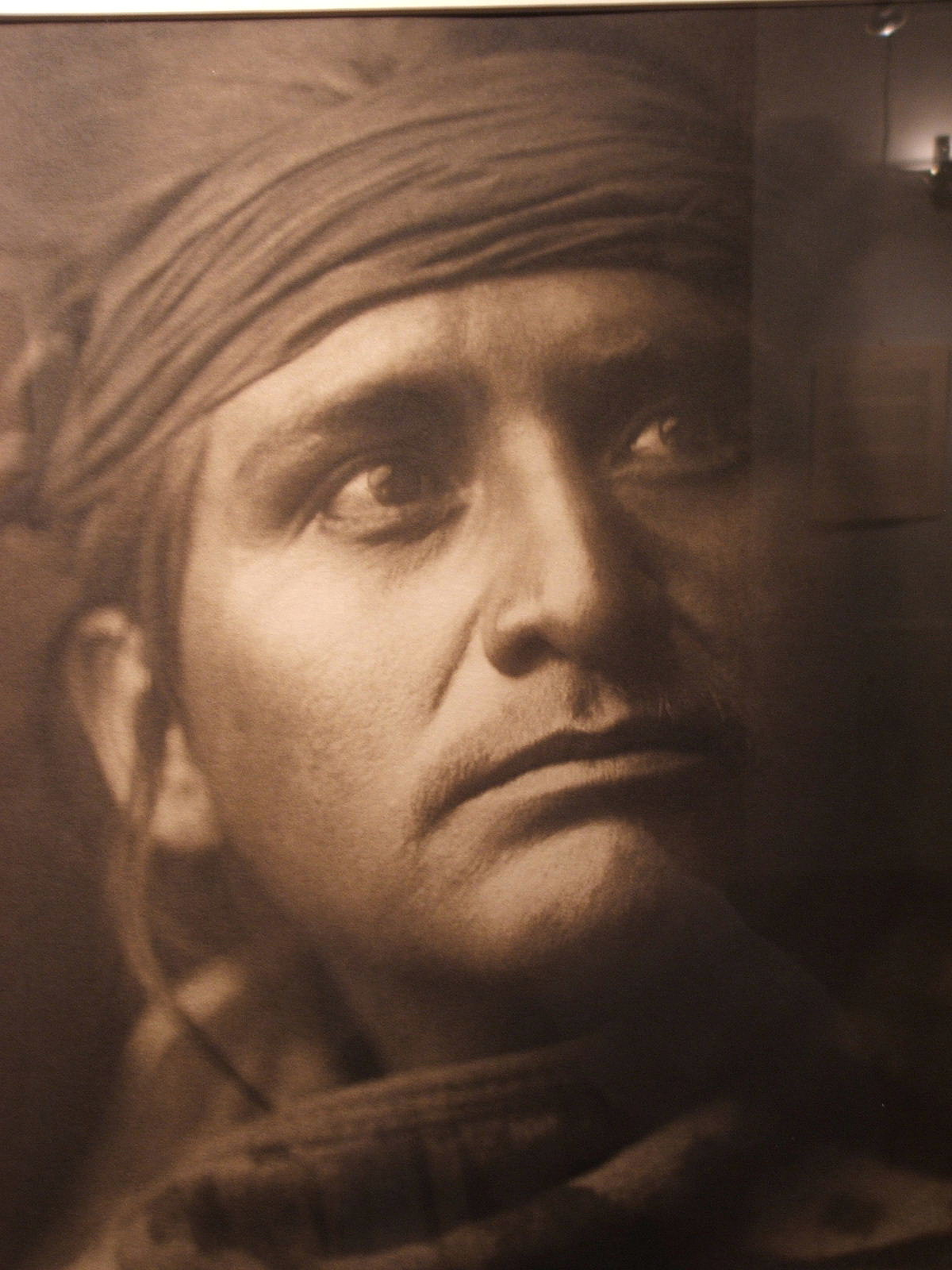
At Castello d'Albertis -6 Native American
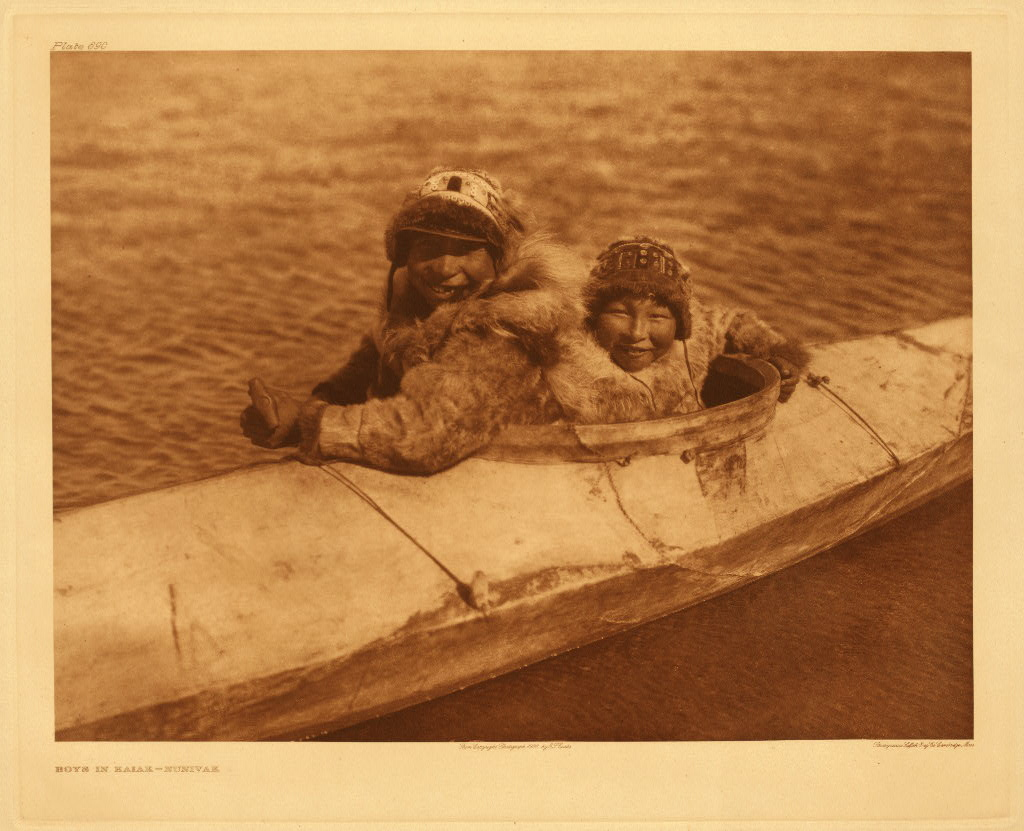
爱斯基摩皮船里的男孩